# Massimiliano Murena
Massimiliano Murena (Muro Lucano, 1728 - Nápoles, 1781) fue un jurista y filósofo ilustrado italiano.
Era hijo de Ferdinando y de Teresa de Cittis, una familia implantada en Solofra a fines del siglo XIV que había sostenido el gobierno de los Orsini, de los cuales eran administradores. En Nápoles formó parte de la Academia Palatina y participó en la Ilustración defendiendo el iusnaturalismo en filosofía del Derecho. Era un moderado que pensaba renovar las estructuras de las monarquías y de las religiones mediando entre tradición y modernidad. Su principal obra es La Giustizia Naturale (Stamperia Simoniana, 1761), donde sostiene la existencia de un derecho natural racional y anterior a toda organización político-jurídica entre otras obras. Como "Oficial de la Real Secretaría del Estado de Justicia y Gracia de Fernando IV", escribió una obra histórica, la Vita di Roberto re di Napoli (Nápoles, Gravier, 1770).

## Obras
- La Giustizia Naturale (Stamperia Simoniana, 1761).
- Dissertazione de Doveri del Giudice (Nápoles, 1764).
- Delle pubbliche e private violenze (Nápoles, Fratelli Simoni, 1766).
- Trattato delle leggi dell’onore (Raimondi, 1769).
- Vita di Roberto re di Napoli (Nápoles, Gravier, 1770).